# Buikman

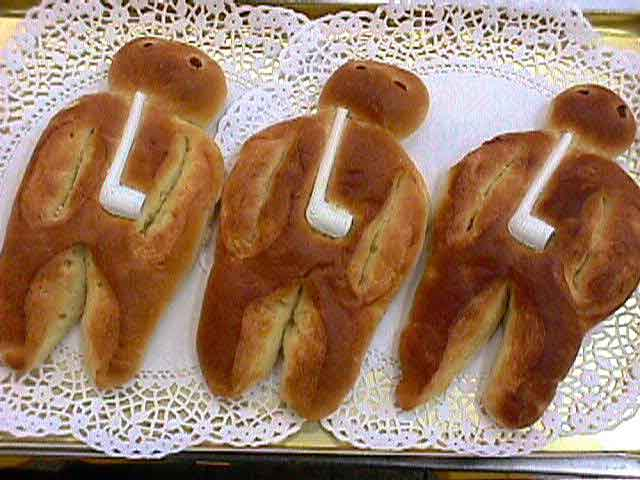
Weckmann met pijp, Duitsland

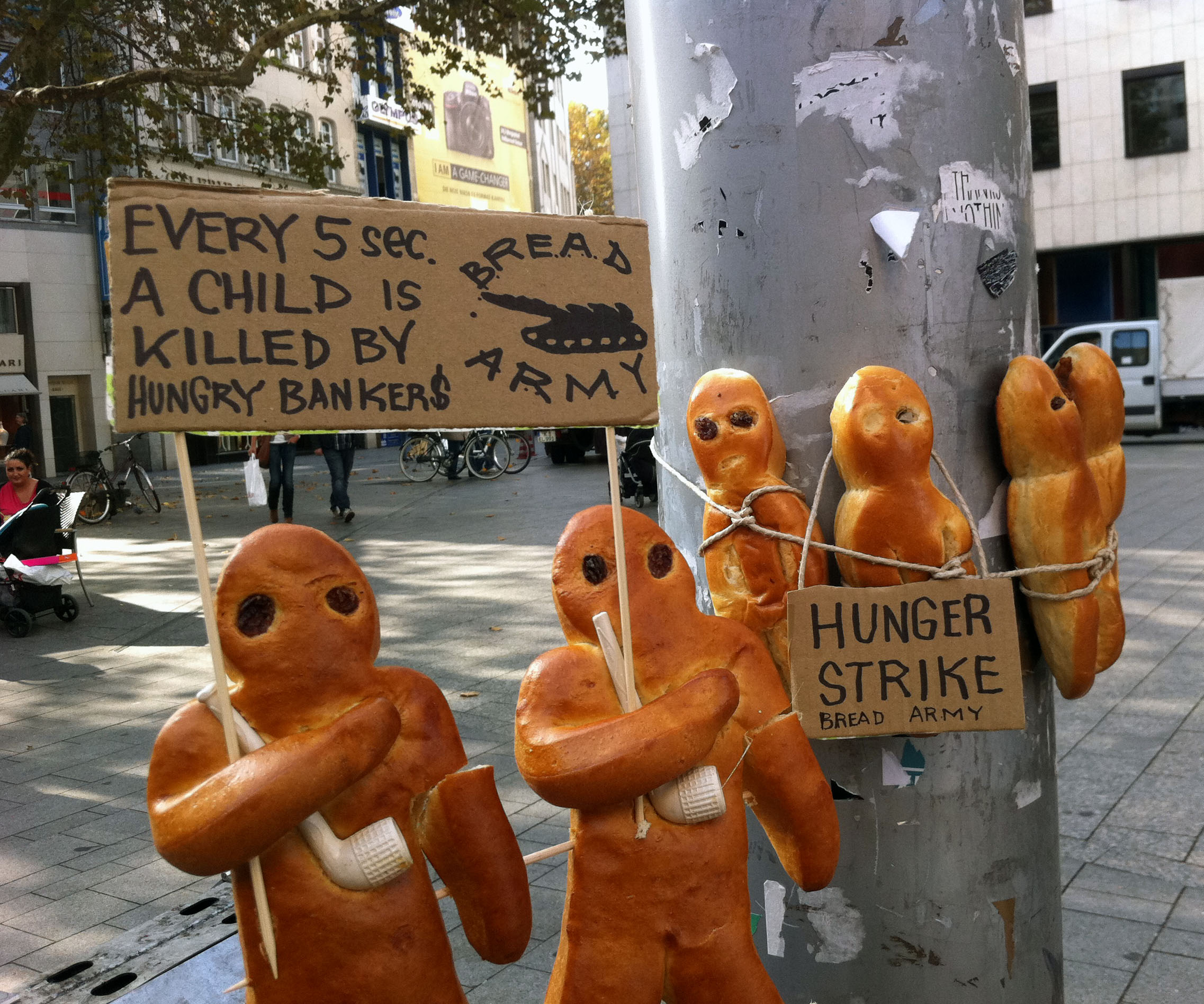

Een buikman is een brood van fijn deeg met veel krenten en rozijnen. Het wordt voornamelijk in Limburg gebakken. De buikman heeft de vorm van een bisschop en wordt gebakken met een witte stenen pijp in zijn mond. Soms heeft de buikman ook een dennentak bij zich. Het is een traditie om eerst het hoofd van de buikman te eten en vervolgens de rest.

## Andere benamingen
Andere benamingen zijn:
- Wekkeman, weggeman of Weckman (in Zuid- en Midden-Limburg en Duitsland)
- Weggekèl (in Noord-Limburg, omgeving Horst)
- Stevensman
- Piepespringer
- Ziepesjprengert (wanneer de buikman in plaats van een pijp een bezem draagt)
- Stoeteman
- Mikkeman
- Klaaskoek
- Krintenkèl (Noord-Limburg, omgeving Venray)
- Rikketik (Zele)

In Duitsland komen erg veel benamingen voor, zoals Stutenkerl, Stutenmännchen, Kiepenkerl, Klaaskerl, Backsmann, Stutenmann, Piefekopp, Puhmann, Weckmann, Weckemann of -männchen, Buckmann, Bauchmann, Kaiten Jais, Dambedei, Hefekerl, Ditz, Klausenmann, Grittibänz, Griitibänz, Grettimaa, Elgermaa, Teigmännli, Grättimaa, Elggermaa, Baselmann, Wäge̩mǫǫn, Wäge̩man, Klooskäälsche, Flǫütewäk, Wäkman, Wëggemann, Weggemann, Kloskälche, Fleuteweck, Weckpopp, Koosmännke of Weggbopp.
In Luxemburg heet het Boxemännchen of Kuchemännchen, in de Elzas Manala of Männele. In Franche-Comté en Lotharingen is Jean Bonhomme de benaming.
In het Duitstalige deel van Zwitserland wordt de Grittibänz gebakken omstreeks Sinterklaas (6 december). Het broodje stamt uit de regio Basel-Neuchâtel. "Gritti" verwijst naar de vormgeving van de benen en Bänz is de korte aanduiding voor Benedikt. Het figuurtje zou de Sinterklaasfiguur weergeven. Mogelijk bestaat het broodje al vanaf de 16e eeuw.

## Herkomst
De herkomst van de buikman is niet geheel duidelijk. In de vroegste tijd van de katholieke kerk was het gebruikelijk om elkaar na zon- en misdagen een brood te geven. Later werd dit alleen nog bij bepaalde feesten uitgereikt.
Een andere herkomst kan van de Germanen zijn. Deze offerden broden aan de goden tijdens het midwinterfeest. Veelal vallen katholieke feestdagen samen met Germaanse gebruiken, zoals Sint-Maarten, Sint Piter en Sint- Nicolaas. Het is echter niet duidelijk wanneer de buikman gegeten wordt, maar het ligt rond de adventstijd (Germaanse midwintertijd). Dit verschilt ook per plaats. Waarschijnlijk is de traditie over komen waaien uit Duitsland.

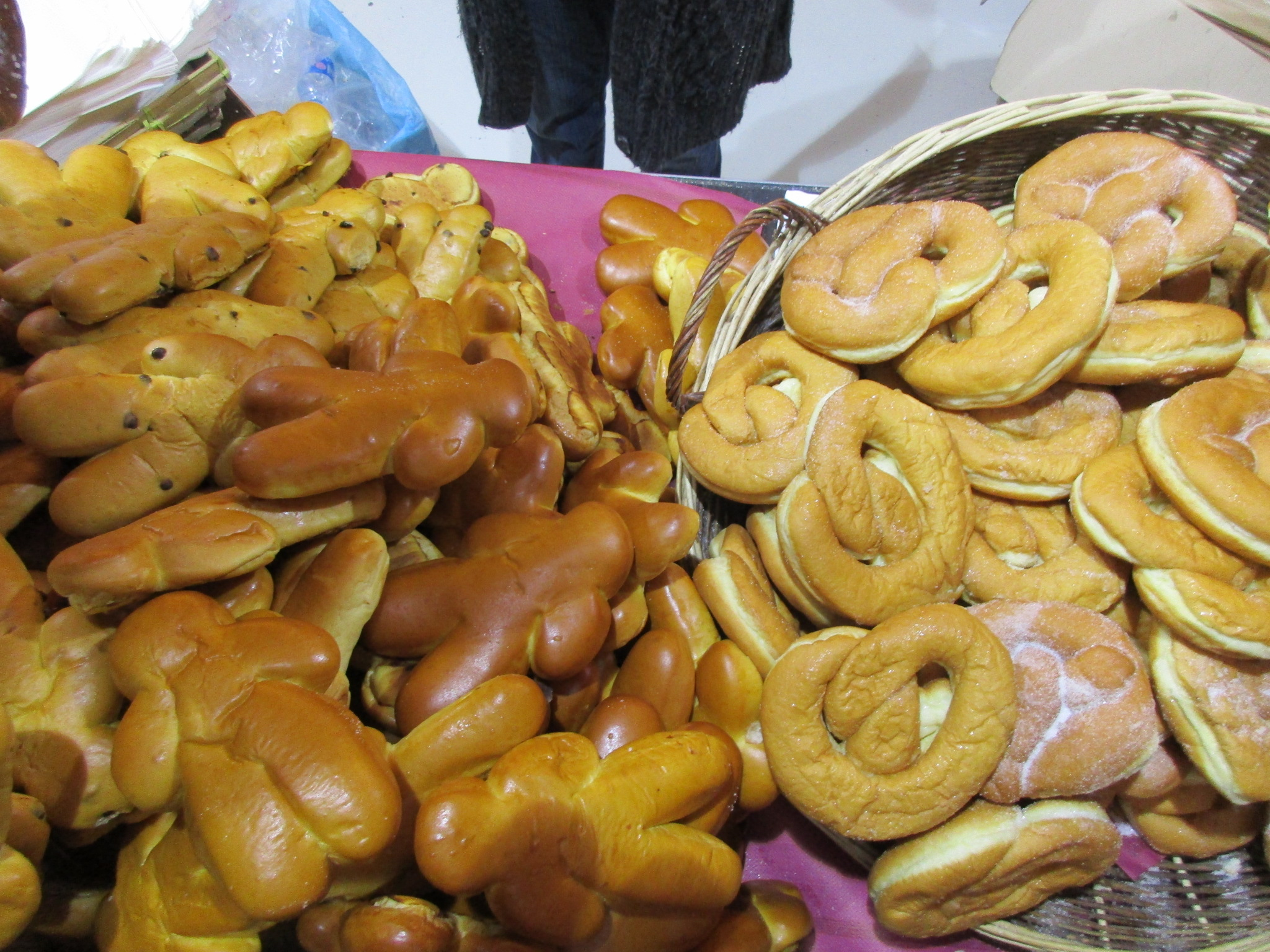
Buikmannen en zoete krakelingen op een kerstmarkt in Colmar
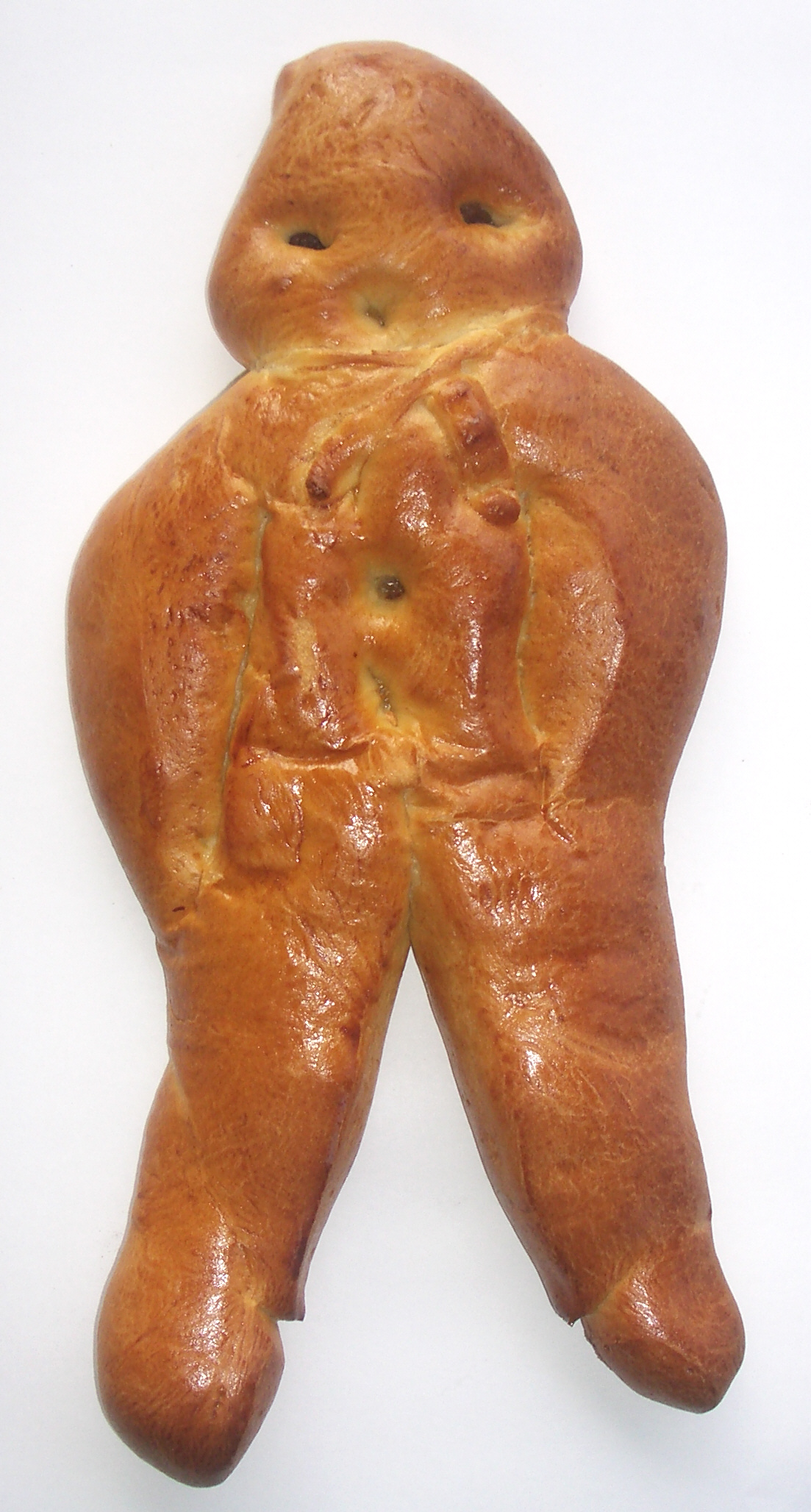
Een "Klausenmann" uit Oberschwaben
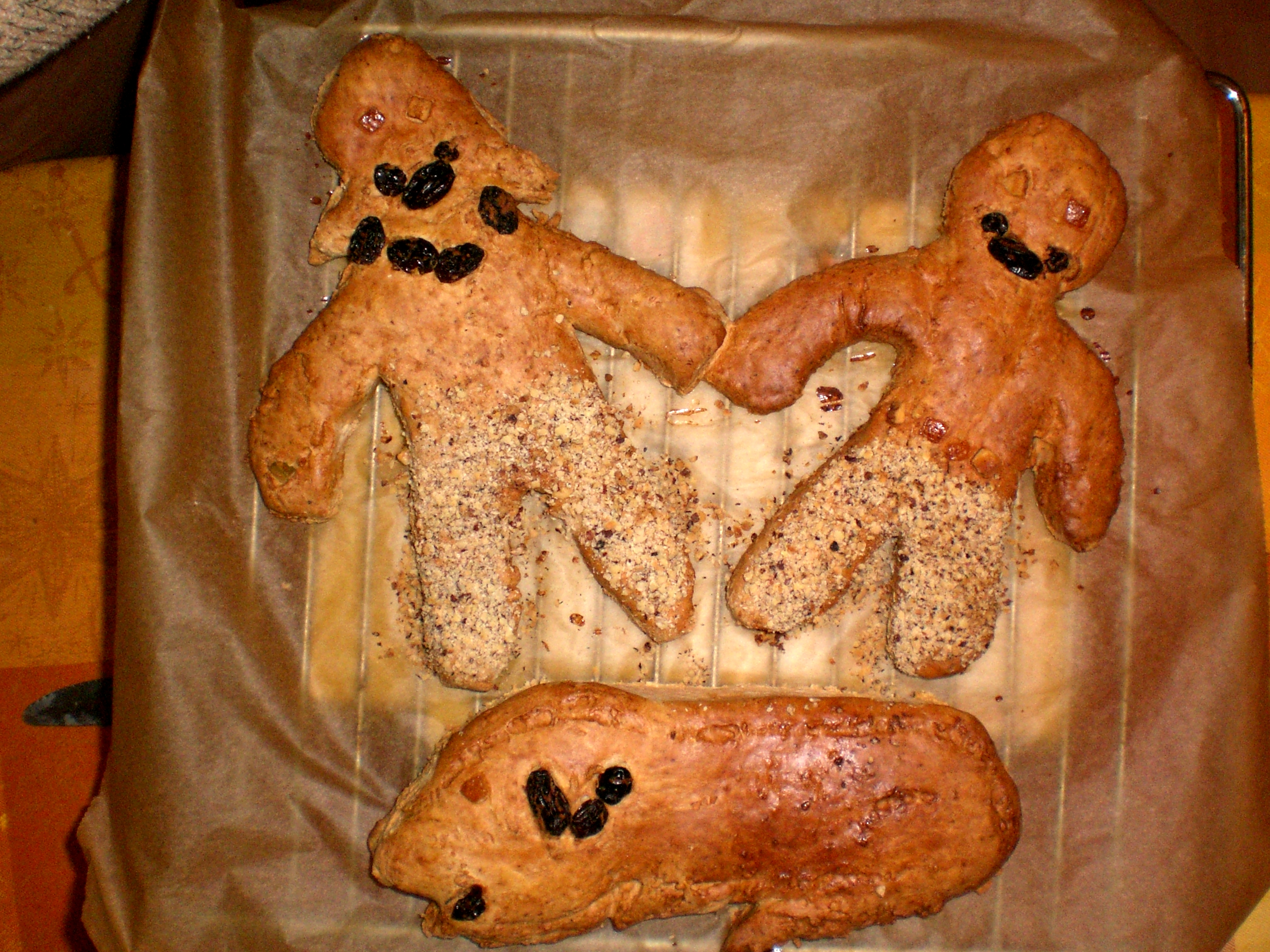
Hefeteigpärchen met hond
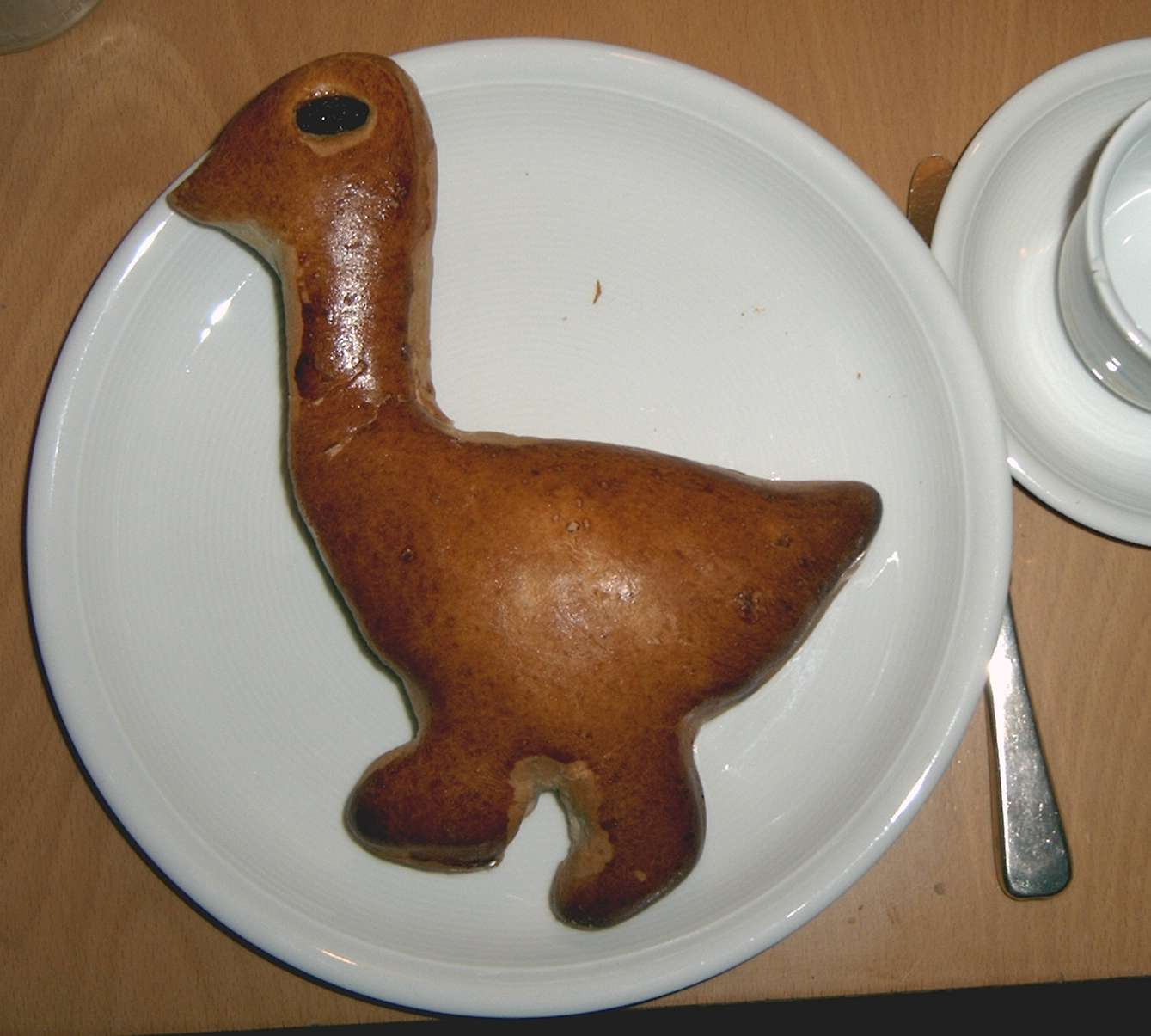
Variant Martinsgans als Hefeteiggebildbrot
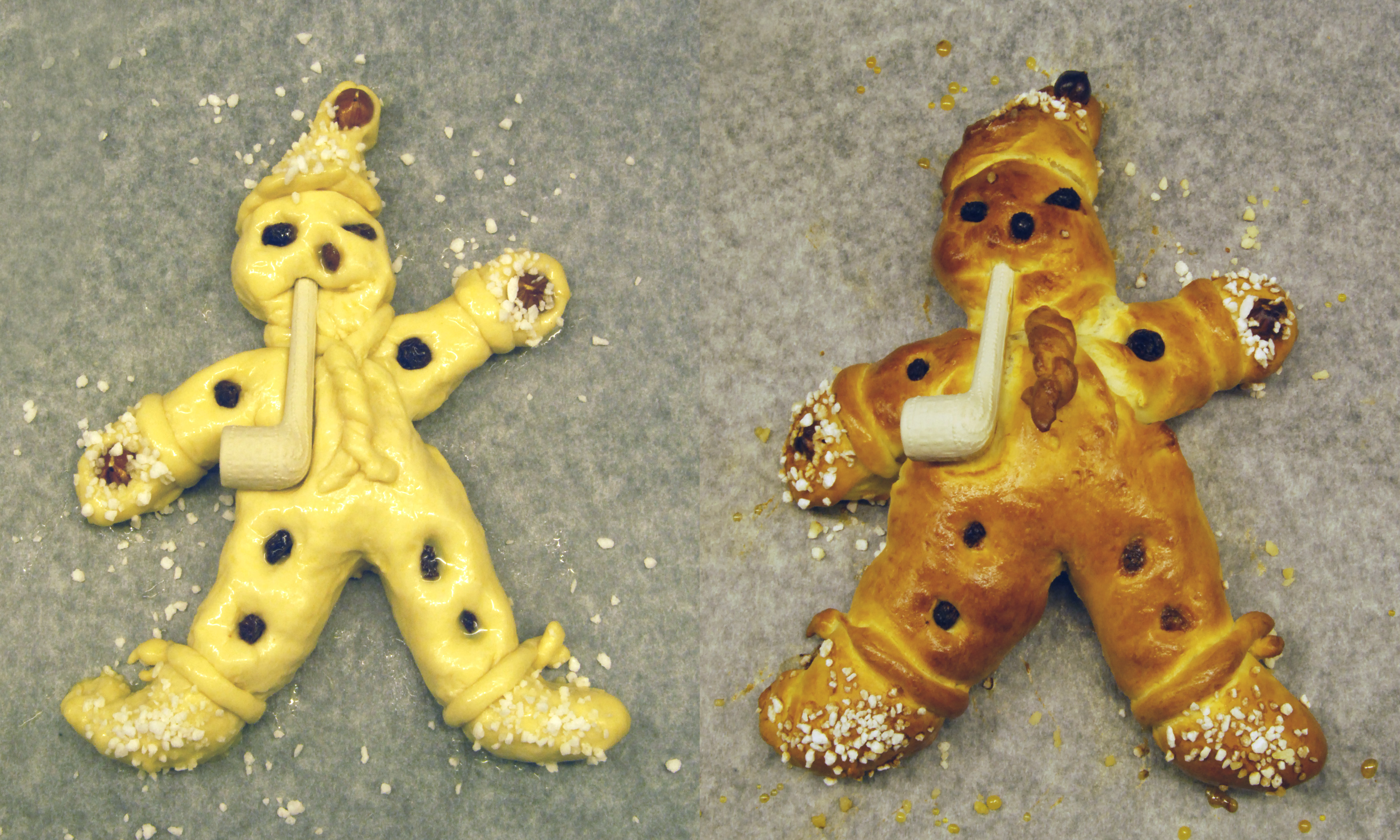
Grittibänz of Hefeteigmann, Zwitserland
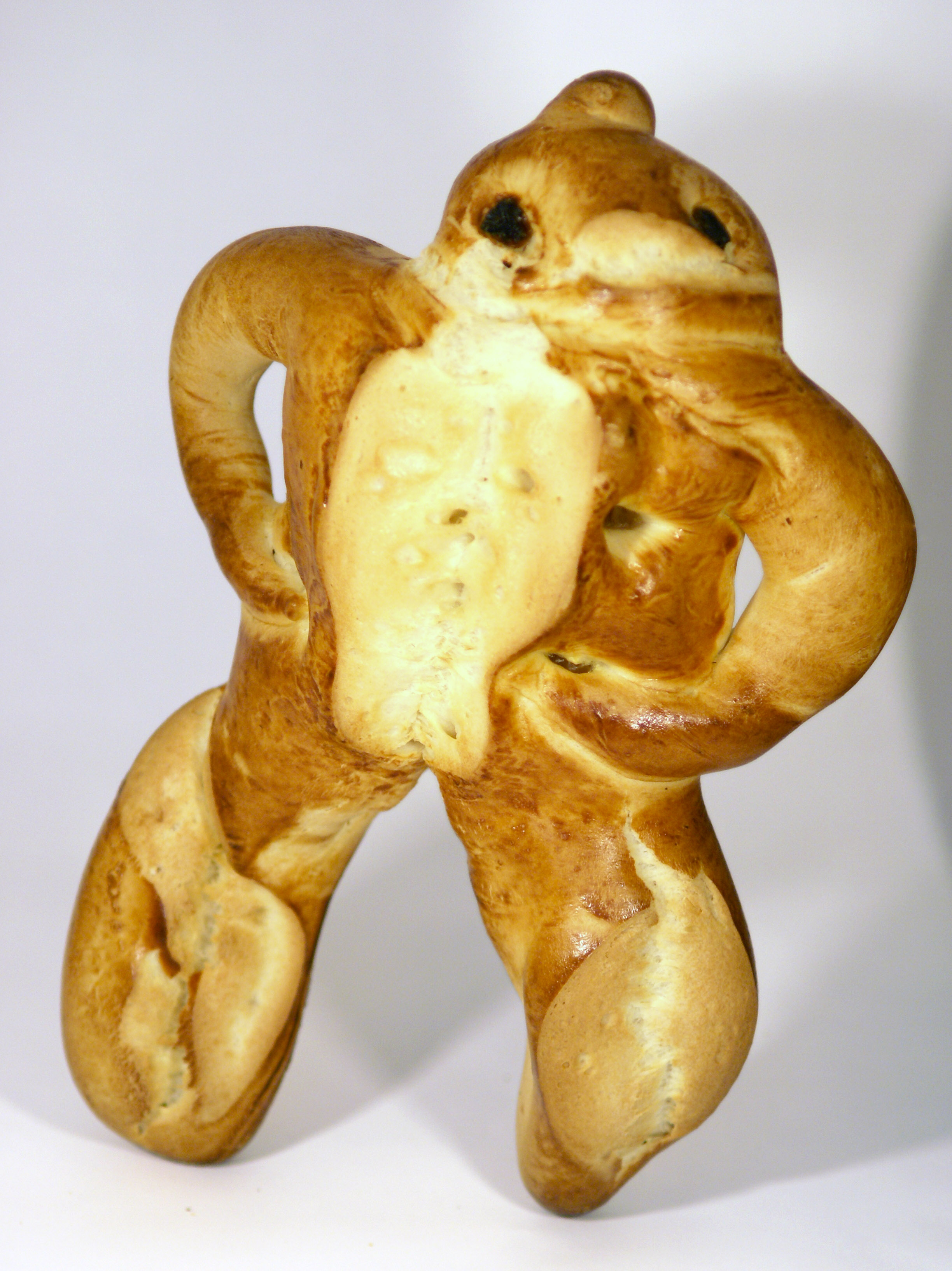
Grittibänz, Zwitserland
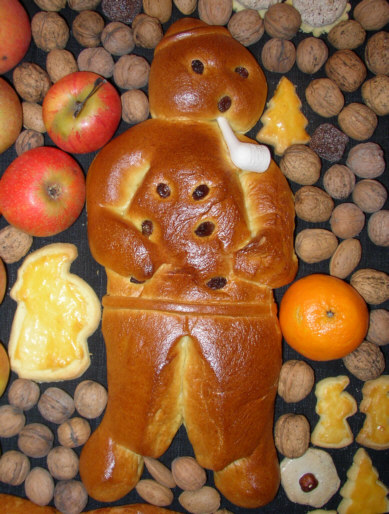
Baselmann
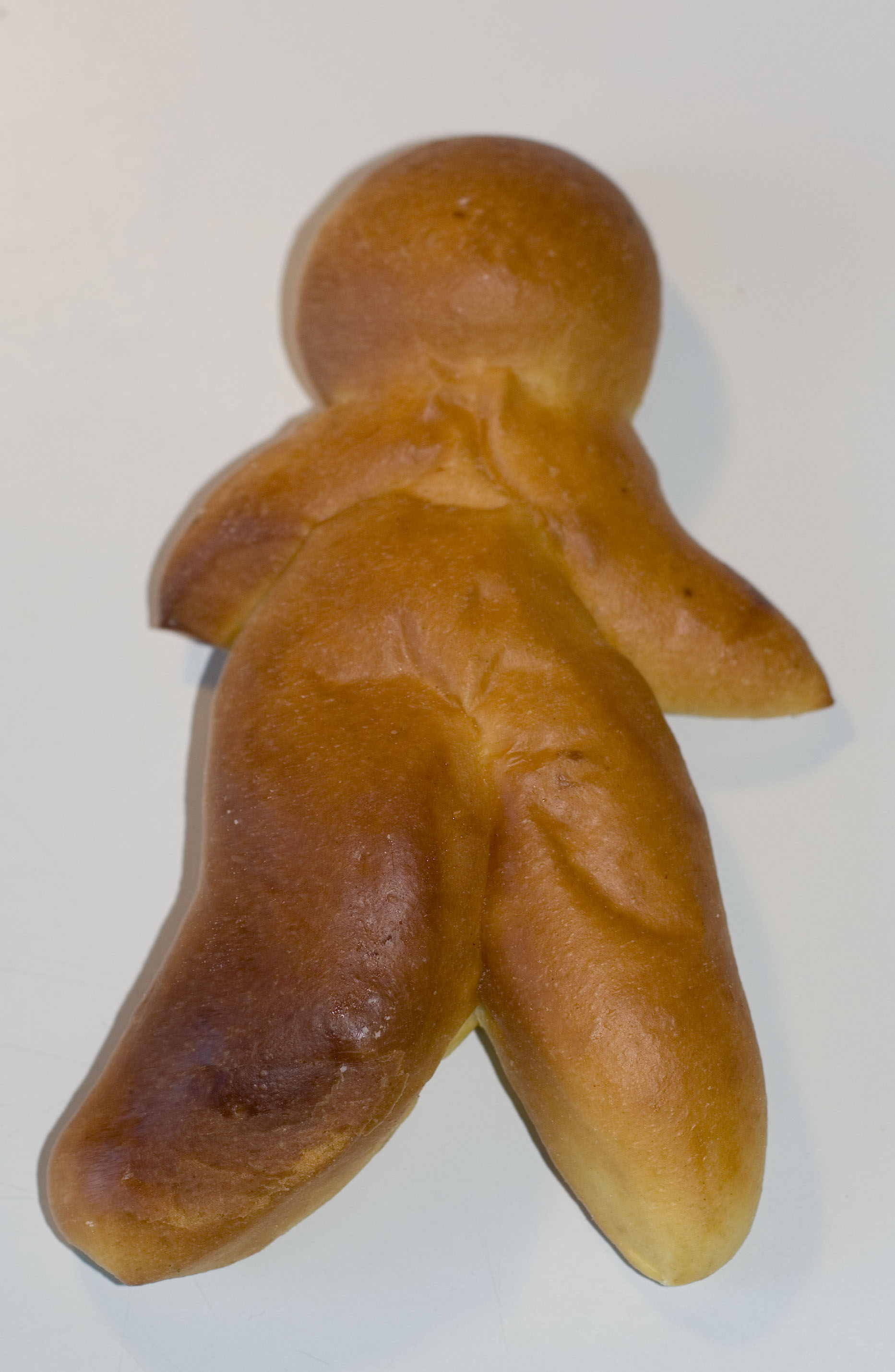
Mannele, Frankrijk
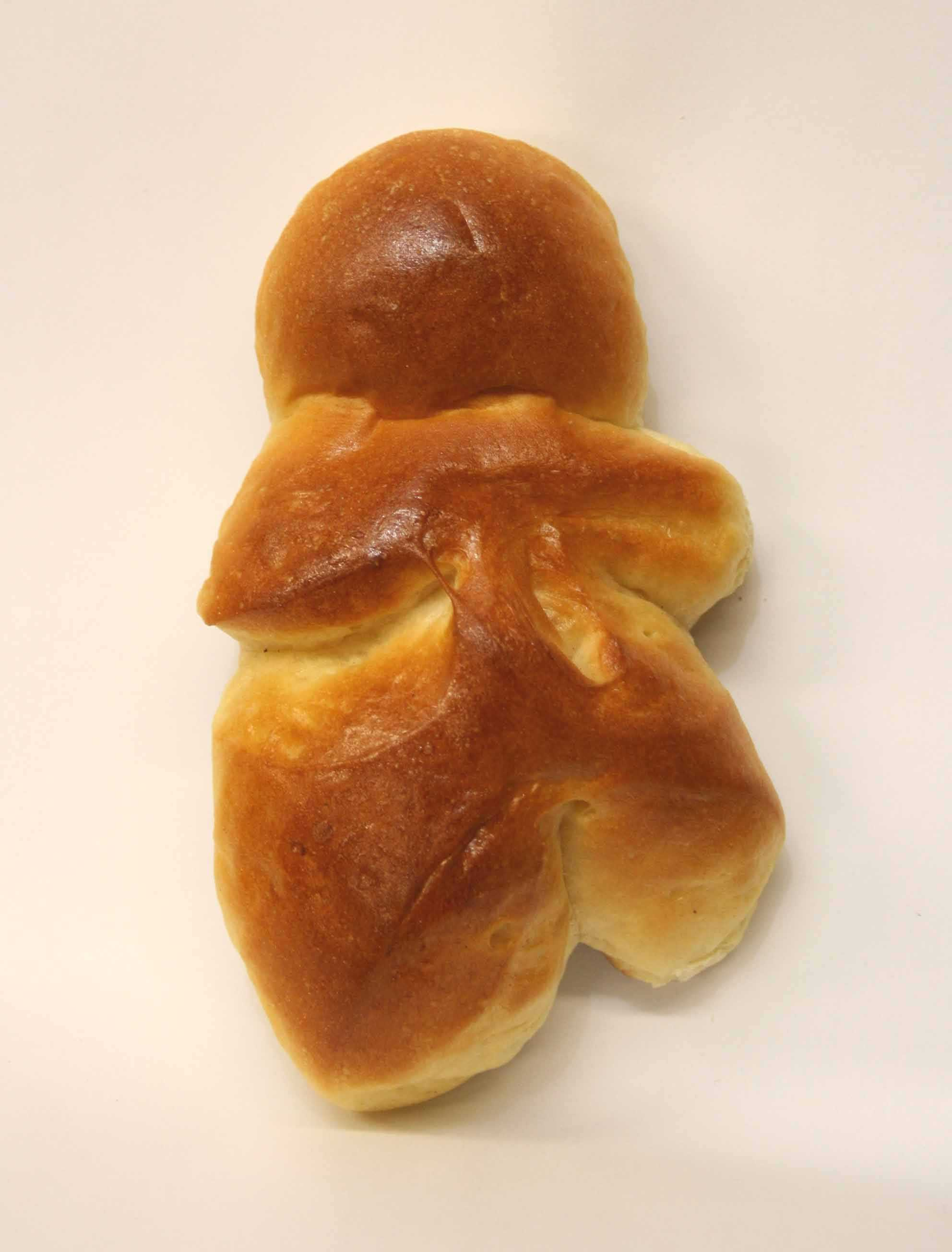
Boxemännchen, Luxemburg

## Feestdagen

### Sint-Maarten
De buikman zou met Sint-Maarten uitgereikt worden. In Limburg worden op sommige plaatsen oliebollen gegeten na het ontsteken van de troshoop (Germaans midwintervuur). Vroeger werd echter 'koeken' uitgedeeld van fijn boekweitmeel. Wellicht een verband met de buikman.

### Sint-Nicolaas
Een andere feestdag waarbij de buikman uitgereikt kan worden is Sint-Nicolaas of Sinterklaas.

### Sint-Steven
Het meest waarschijnlijk wordt de buikman uitgereikt op 26 december. Dit is de naamdag van Sint-Steven. Vandaar de benaming stevensman.

### Nieuwjaarsdag
Vroeger  werden er in en rond Horst elkaar grote, ronde rozijnenbroden (nieuwjaarsplats) gegeven aan de ouders. Het was gebruikelijk om elkaar broden te geven met nieuwjaar.

## Versjes
Een versje dat gezongen wordt bij het eten van een buikman (Stevensman):
Steve, wie lang zal ze leve
Honder joar en eine daag
Kip, kap de kop aaf
Vertaling:
Stevensman, hoelang zal je leven
honderd jaar en een dag
Kip, kap, je kop is er af